# Mashita Nagamori
Mashita Nagamori est un nom japonais traditionnel ; le nom de famille (ou le nom d'école), Mashita, précède donc le prénom (ou le nom d'artiste).
Mashita Nagamori (増田 長盛, né en 1545 à Mashita-mura, province d'Owari et mort le 23 juin 1615) est un daimyo de l'époque Azuchi Momoyama et un des cinq go-bugyō désignés par Toyotomi Hideyoshi.
Nagamori se met au service de Hideyoshi Hashiba (Hideyoshi Toyotomi) après qu'il a été serviteur d'Oda Nobunaga. Comme il s'est fait remarquer par Hideyoshi pour ses talents d'administrateur et de diplomate, Hideyoshi lui donne le château de Kōriyama dans la province de Yamato avec 200 000 koku de revenus et le nomme un des cinq bugyō. Nagamori participe à la bataille de Bunroku en 1592 et à la bataille de Keicho en 1596.
Après la mort de Hideyoshi, Nagamori fait partie des forces de Mitsunari Ishida mais ne participe pas à la bataille de Sekigahara le 21 octobre. Après la bataille, Ieyasu saisit le domaine de Nagamori, mais l'épargne.
Au siège d'Osaka en 1615, le fils de Nagamori, Moritsugu Mashita, qui est au service de Tokugawa Yoshinao, s'échappe et se joint aux forces du clan Toyotomi. En conséquence, il est ordonné à Nagamori de commettre seppuku. Il meurt à 71 ans.